# シボレー・アバランチ
シボレー・アバランチ（Chevrolet Avalanche ）は、アメリカの自動車メーカー、ゼネラルモーターズ (GM) がシボレーブランドで販売していたフルサイズピックアップトラック（スポーツユーティリティトラック）である。

## 概要
アバランチはSUVのシボレー・サバーバンをベースにリアセクションをオープンベッド化した車種である。ベッド（荷台）には着脱可能なカバーが備えられている。アバランチの最大の特徴は「ミッドゲート」と呼ばれるキャビンとベッドを仕切る可動パネルである。リアシートを倒した上でリアウインドウを取り外してミッドゲートを倒すことによって、さらに長い荷物を積むことが可能となる（その代わり後席には人が座れなくなる）。GMはこのアバランチと姉妹車のキャデラック・エスカレードEXTをスポーツユーティリティトラック (SUT) として販売している。また、フルサイズSUVのシボレー・タホ、シボレー・サバーバン、GMC・ユーコン、ハマーH2、そしてフルサイズピックアップトラックのシボレー・シルバラード、GMC・シエラと共通のプラットフォームを使用している。
AVALANCHEとは英語で雪崩の意。

## 歴史

### 初代（2001年 - 2006年）
SUT（スポーツ・ユーティリティ・トラック）として初めて登場した、フォードのエクスプローラー・スポーツトラックの後を追い、GM初のSUTとして、2001年に2002年モデルで登場した。アバランチはGMT800プラットホームをベースとしているため、初のフルサイズSUTでもあった。フロントのスタイルは、同年にフェイスリフトしたシルバラードと似ているが、フロントライトがシルバラードよりもつり目気味になるなど若干異なっている。シルバラード・ヘビーデューティー用の8.1Lという超大排気量のエンジンを搭載したグレードもあった。2002年のモーター・トレンド誌の「SUV・オブ・ザ・イヤー」を受賞。
2003年モデルで、フロント周りが変更され、シルバラードと共通のフロントフェイスになった。

### 2代目（2006年 - 2012年）
GMT900プラットホームをベースとする2代目は、SUVのタホやサバーバンにやや遅れて2006年2月のシカゴオートショーで2007年モデルとして発表された。フロントフェイスがそれまでのシルバラードフェイスからタホやサバーバンと共通のものに変わった。
2012年4月13日、GMは同年限りでアバランチの製造を終了すると発表した。最終年を記念して2013年モデルには特別仕様車のブラックダイアモンドエディションが設定された。

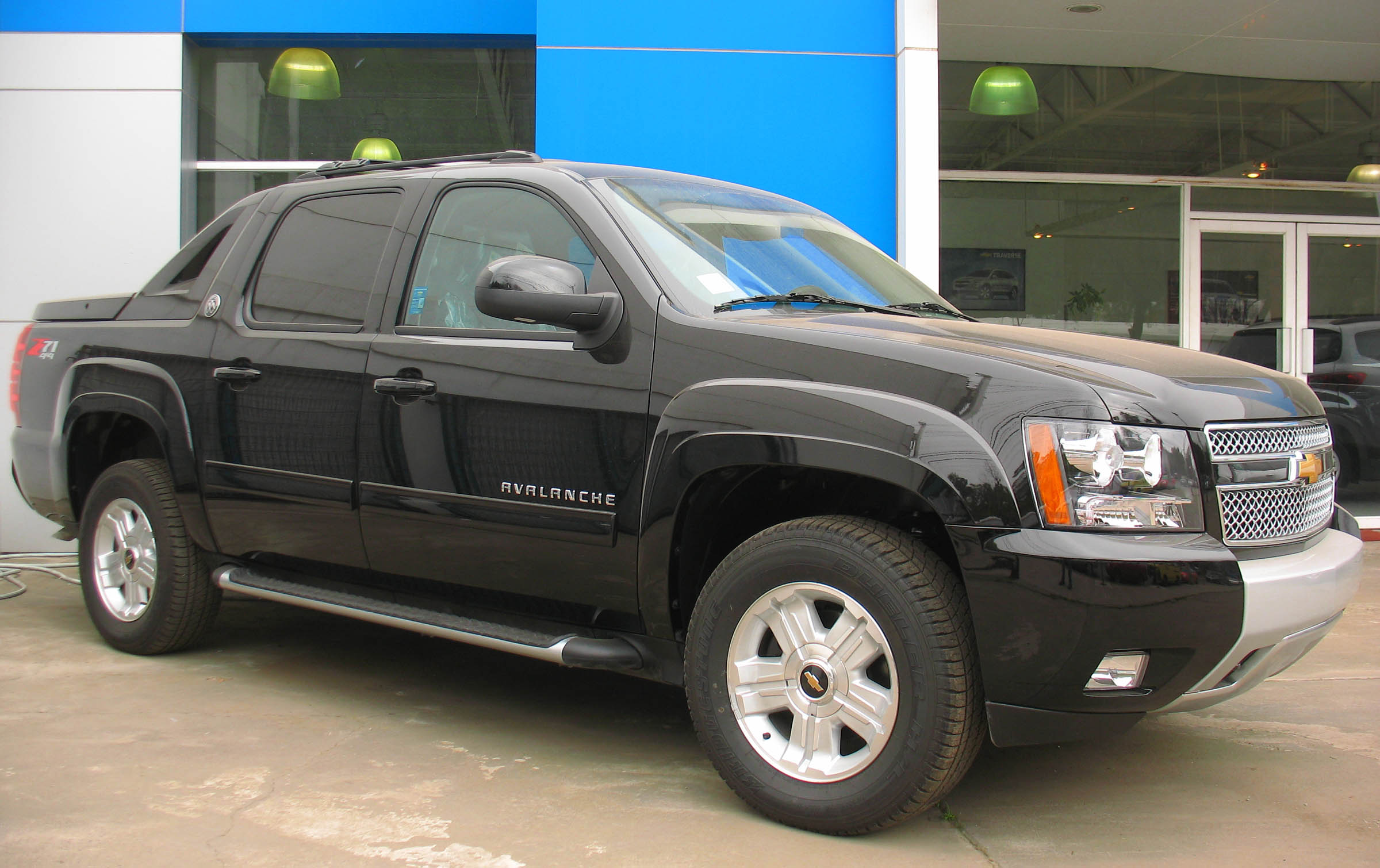
ブラックダイアモンドエディション